# مارسل موشل
مارسل موشل (انگلیسی: Marcel Mouchel; ۱۳ فوریهٔ ۱۹۲۷ – ۷ مارس ۲۰۱۲) بازیکن فوتبال، و سرمربی (فوتبال) اهل فرانسه بود.
از باشگاه‌هایی که در آن بازی کرده‌است می‌توان به باشگاه فوتبال کان و باشگاه فوتبال سدان اشاره کرد.